# 劉正福
劉正福（韓語：유정복，1957年6月16日—），大韓民國保守派政治人物，曾任農林水產食品部部長、安全行政部部長等職務，2014年當選仁川廣域市長，2018年連任失敗，2022年再次當選。

## 生平
劉正福小學在仁川松林初級學校度過；中學就讀仙人中學校與濟物浦高等學校，後進入延世大學以政治學學士畢業，1994年被委任為金浦郡守而步入政壇。
2014年6月4日，劉正福在大韓民國第六屆廣域地方自治團體長選舉中以615,077票大比數勝過原市長宋永吉與另一名候選人申昌昡（韓語：신창현）當選仁川廣域市長。